# Comparative Study of Electoral Systems
Die Comparative Study of Electoral Systems (CSES) ist ein gemeinschaftliches wissenschaftliches Forschungsprojekt weltweit angesiedelter, nationaler Wahlstudien und Wahlforschungsteams. Wissenschaftler aus teilnehmenden Ländern integrieren ein gemeinsames Forschungsmodul in ihre nationalen Nachwahlbefragungen. Die so erhobenen Befragungsdaten werden zusammen mit demographischen Angaben, Variablen zur Wahlentscheidung sowie Daten auf Wahlbezirks- und Länderebene in einem Datensatz zusammengebracht, der vergleichende Wahlforschung mit Mehrebenenperspektive ermöglicht.
CSES-Daten werden der Öffentlichkeit kostenlos zur Verfügung gestellt. Das Forschungsprojekt wird vom CSES-Sekretariat, einer Kooperation zwischen dem Center for Political Studies der University of Michigan und dem GESIS – Leibniz-Institut für Sozialwissenschaften erstellt.

## Ziele und Inhalte der Studie
Gegründet wurde das CSES-Projekt 1994 insbesondere mit zwei Zielen. Erstens sollte die internationale Zusammenarbeit zwischen den bis dahin vorwiegend national ausgerichteten Wahlstudien initiiert und gefördert werden. Zweitens sollte mittels der CSES die Möglichkeit entstehen, politische Institutionen, insbesondere Wahlsysteme, und ihre Effekte auf Einstellungen und (Wahl-)Verhalten komparativ zu erforschen.
CSES Daten beinhalten Variablen auf drei Ebenen. Die erste Ebene bilden sogenannte Mikrovariablen, die die Antworten der Befragten aus den nationalen Nachwahlbefragungen enthalten. Die zweite Ebene stellen Daten über Wahlergebnisse aus den dazugehörigen Wahlbezirken der Befragten dar. Die dritte Ebene besteht aus Makrovariablen, die Informationen über den landesspezifischen Kontext, das Wahlsystem sowie Aggregatdaten wie ökonomische Indikatoren und Demokratie-Indizes enthalten. Durch diese hierarchisch geordnete Datenstruktur (s. Schaubild 1) werden Mehrebenenanalysen ermöglicht.

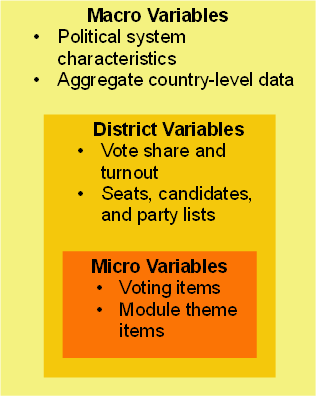
Schaubild 1: Visualisierung der Mehrebenenstruktur

Das wissenschaftliche Planungskomitee entwickelt alle fünf Jahre ein neues thematisches Modul für die jeweils neueste Ausgabe der Studie. Die endgültigen CSES Datensätze erscheinen alle fünf Jahre, jeweils mit neuem thematischem Modul. Dieses Modul oder Thema der Studie wird vor Beginn einer neuen Datenkollektion vom internationalen wissenschaftlichen Planungskomitee entwickelt. Zusätzlich zu den abgeschlossenen Modulen, werden in den Jahren vor der Herausgabe der endgültigen Datensätze Vorabveröffentlichungen herausgegeben, die den jeweils bereits erhobenen und aufbereiteten Teil der Länderstudien enthalten. Bislang (Stand: 2023) wurden folgende Module erhoben:
Die Daten für das Modul 1 wurden zwischen 1996 und 2001 erhoben. Ihr Fokus lag auf der Performanz von Wahlsystemen als Prädiktor für das Wahlverhalten. Das Modul ermöglicht es, den Einfluss von Wahlregeln und –Institutionen auf das politische Verständnis und Verhalten der Bürger zu erforschen sowie die Arten politischer und sozialer Trennlinien (cleavages) und politischer Einstellungen zu untersuchen. Des Weiteren ermöglicht es, die Einstellungen von Bürgern zu demokratischen Institutionen und Prozessen zu erforschen. Modul 1 beinhaltet Daten von 39 Wahlstudien, die in 33 Ländern durchgeführt wurden.
Die Datenkollektion für Modul 2 wurde zwischen 2001 und 2006 durchgeführt und hat ‚Accountability and Representativeness‘, also politische Verantwortlichkeit und Repräsentativität zum Thema. Dabei geht es um die beiden kontrastierenden Sichtweisen, dass Wahlen einerseits die Funktion haben, Regierungen zur Verantwortung zu ziehen und andererseits ein Mittel sind, um sicherzustellen, dass die Interessen und Ansichten der Bürger in demokratischen Prozessen und Entscheidungen repräsentiert werden. Modul 2 beinhaltet Daten von 41 Wahlstudien aus 38 Ländern.
Die Datenkollektion für Modul 3 wurde zwischen 2006 und 2011 durchgeführt. Das Modul ermöglicht es Wissenschaftlern, die Bedeutsamkeit von Wahlen zu erforschen und hat einen zentralen Aspekt der Wahlforschung zum Thema: Die Abhängigkeit des Wahlverhaltens von den verfügbaren Optionen. Modul 3 beinhaltet 50 Wahlstudien aus 41 Ländern.
Die Datenkollektion für Modul 4 wurde zwischen 2011 und 2016 durchgeführt und beleuchtet Aspekte der Verteilungspolitik und der sozialen Sicherheit. Die Hauptthemen sind Präferenzen der Wähler in unterschiedlichen Politikbereichen, wie diese von politischen Institutionen beeinflusst werden und wie sie sich auf das Wahlverhalten auswirken. Modul 4 beinhaltet 45 Wahlstudien aus 39 Ländern.
Die Datenkollektion von Modul 5 erfolgte von 2016 bis 2021 und hat zum einen die Einstellungen der Wähler zur politischen Elite zum Thema. Zum anderen werden Einstellungen zu gesellschaftlichen ‚Outgroups‘, also Gruppen von Minderheiten betrachtet. Das Modul ermöglicht es somit zu erforschen, welche Einstellungen und welches Wahlverhalten Wähler im Kontext eines Anstiegs von Wahlkampagnen, die sich thematisch gegen das Establishment und gegen Minderheitengruppen richten, zeigen. Modul 5 beinhaltet 56 Wahlstudien aus 45 Ländern.
Die Datenerhebung für Modul 6 ist seit 2021 im Gange und läuft noch bis 2026. Es konzentriert sich auf das Thema "Repräsentative Demokratie unter Druck" mit Fragen, die die Ansichten der Befragten zum demokratischen System und deren Wahrnehmung der Systemleistungen (‚System Outputs‘), Geschlechterrepräsentation, Regierungspräferenzen und den Auswirkungen der COVID-19-Pandemie erfassen. Der CSES Module 6 First Advance Release wurde im Dezember 2024 publiziert und beinhaltet bislang 7 Wahlstudien aus 7 Ländern.
Eine Tabelle der Variablen aller Module findet sich auf der CSES Website.
Darüber hinaus bietet die CSES ein Integrated Module Dataset (IMD), welches Daten aus den ersten vier Einzelmodulen (CSES Module 1-5) in einem kumulierten und harmonisierten Datensatz bündelt. Dabei kommen Variablen, die in mindestens drei der einzelnen CSES Module – bis hin zu CSES Modul 5 – erhoben wurden, für die Aufnahme in das IMD infrage. Alle Länder, die an der CSES teilgenommen haben, sind im Datensatz enthalten.
Das CSES IMD umfasst über 395.000 Fälle auf der Individualebene zu 230 Wahlen aus 59 Staaten, mit Wählerbewertungen von über 800 politischen Parteien. Highlights des CSES IMD sind die Harmonisierung von Parteien- und Wahlbündniscodierungen über die CSES Module hinweg, sowie die Einbindung von Data-Bridging-Variablen, die ein Zusammenspielen von CSES-Daten mit anderen gängigen Datensätzen aus den Sozialwissenschaften erleichtern. Das CSES IMD wurde im Dezember 2018 gestartet und wird phasenweise veröffentlicht, mit dem aktuellsten Phase 4 Release im Februar 2024.

## Länder in der CSES
|                        | Module 1   | Module 2   | Module 3   | Module 4   | Module 5   | Module 6 |
| ---------------------- | ---------- | ---------- | ---------- | ---------- | ---------- | -------- |
| Albanien               |            | 2005       |            |            | 2017       |          |
| Argentinien            |            |            |            | 2015       |            |          |
| Australien             | 1996       | 2004       | 2007       | 2013       | 2019       | 2022     |
| Österreich             |            |            | 2008       | 2013       | 2017       |          |
| Belarus                | 2001       |            | 2008       |            |            |          |
| Belgien                | 1999, 1999 | 2003       |            |            | 2019, 2019 |          |
| Brasilien              |            | 2002       | 2006, 2010 | 2014       | 2018       | 2022     |
| Bulgarien              |            | 2001       |            | 2014       |            |          |
| Kanada                 | 1997       | 2004       | 2008       | 2011, 2015 | 2019       |          |
| Chile                  | 1999       | 2005       | 2009       |            | 2017       |          |
| Costa Rica             |            |            |            |            | 2018       |          |
| Kroatien               |            |            | 2007       |            |            |          |
| Tschechien             | 1996       | 2002       | 2006, 2010 | 2013       | 2017, 2021 |          |
| Dänemark               | 1998       | 2001       | 2007       |            | 2019       | 2022     |
| El Salvador            |            |            |            |            | 2019       |          |
| Estland                |            |            | 2011       |            |            |          |
| Finnland               |            | 2003       | 2007, 2011 | 2015       | 2019       |          |
| Frankreich             |            | 2002       | 2007       | 2012       | 2017       | 2022     |
| Deutschland            | 1998       | 2002, 2002 | 2005, 2009 | 2013       | 2017, 2021 |          |
| Vereinigtes Königreich | 1997       | 2005       |            | 2015       | 2017, 2019 |          |
| Griechenland           |            |            | 2009       | 2012, 2015 | 2015, 2019 |          |
| Hongkong               | 1998, 2000 | 2004       | 2008       | 2012       | 2016       |          |
| Ungarn                 | 1998       | 2002       |            |            | 2018       |          |
| Island                 | 1999       | 2003       | 2007, 2009 | 2013       | 2016, 2017 |          |
| Indien                 |            |            |            |            | 2019       |          |
| Irland                 |            | 2002       | 2007       | 2011       | 2016       |          |
| Israel                 | 1996       | 2003       | 2006       | 2013       | 2020       |          |
| Italien                |            | 2006       |            |            | 2018       |          |
| Japan                  | 1996       | 2004       | 2007       | 2013       | 2017       |          |
| Kenia                  |            |            |            | 2013       |            |          |
| Kirgisistan            |            | 2005       |            |            |            |          |
| Lettland               |            |            | 2010       | 2011, 2014 | 2018       |          |
| Litauen                | 1997       |            |            |            | 2016, 2020 |          |
| Mexiko                 | 1997, 2000 | 2003       | 2006, 2009 | 2012, 2015 | 2018       |          |
| Montenegro             |            |            |            | 2012       | 2016       | 2023     |
| Niederlande            | 1998       | 2002       | 2006, 2010 |            | 2017, 2021 |          |
| Neuseeland             | 1996       | 2002       | 2008       | 2011, 2014 | 2017, 2020 |          |
| Norwegen               | 1997       | 2001       | 2005, 2009 | 2013       | 2017       |          |
| Peru                   | 2000, 2001 | 2006       | 2011       | 2016       | 2021       |          |
| Philippinen            |            | 2004       | 2010       | 2016       |            |          |
| Polen                  | 1997       | 2001       | 2005, 2007 | 2011       | 2019       |          |
| Portugal               | 2002       | 2005       | 2009       | 2015       | 2019       | 2022     |
| Rumänien               | 1996       | 2004       | 2009       | 2012, 2014 | 2016       |          |
| Russland               | 1999, 2000 | 2004       |            |            |            |          |
| Serbien                |            |            |            | 2012       |            |          |
| Slowakei               |            |            | 2010       | 2016       | 2020       |          |
| Slowenien              | 1996       | 2004       | 2008       | 2011       |            |          |
| Südafrika              |            |            | 2009       | 2014       |            |          |
| Südkorea               | 2000       | 2004       | 2008       | 2012       | 2016       |          |
| Spanien                | 1996, 2000 | 2004       | 2008       |            |            |          |
| Schweden               | 1998       | 2002       | 2006       | 2014       | 2018       |          |
| Schweiz                | 1999       | 2003       | 2007       | 2011       | 2019       |          |
| Taiwan                 | 1996       | 2001, 2004 | 2008       | 2012       | 2016, 2020 |          |
| Thailand               | 2001       |            | 2007       | 2011       | 2019       |          |
| Tunesien               |            |            |            |            | 2019       |          |
| Türkei                 |            |            | 2011       | 2015       | 2018       | 2023     |
| Ukraine                | 1998       |            |            |            |            |          |
| Vereinigte Staaten     | 1996       | 2004       | 2008       | 2012       | 2016, 2020 |          |
| Uruguay                |            |            | 2009       |            | 2019       |          |

Eine häufig aktualisierte Tabelle über die teilnehmenden Länderstudien der Module findet sich auf der CSES Website.

## Organisationsstruktur und Finanzierung

### Das CSES Sekretariat
Das CSES-Sekretariat koordiniert das CSES-Projekt in enger Verbindung mit den Primärforschern der nationalen Wahlstudien. Die Mitarbeiter im CSES-Projekt sind beim GESIS – Leibniz-Institut für Sozialwissenschaften und bei der University of Michigan in Ann-Arbor (USA) angestellt. Das CSES-Sekretariat ist verantwortlich für die Datenintegration und -harmonisierung der Einzelstudien in die CSES-Gesamtstudie. Des Weiteren ist es verantwortlich für das Hinzufügen von Wahlbezirks- und Makrodaten, für die Datendokumentation und für die Kontrolle der Datenqualität. Außerdem pflegt es die CSES Website, bewirbt das Projekt, steht Datennutzern bei Fragen zur Verfügung und organisiert Konferenzen und Projekttreffen.

### Das wissenschaftliche Planungskomitee (Planning Committee), die Primärforscher und das CSES Plenum (Plenary Meeting)
Die wissenschaftliche Planung, das Studiendesign und die Fragebogenentwicklung obliegt dem ‚Planning Committee‘ einem internationalen Zusammenschluss führender Wissenschaftler der Politikwissenschaften, Soziologie und Umfragemethodik. Das Planning Committee wird jeweils vor Beginn eines neuen Studienmoduls berufen. Die Nutzergemeinschaft nominiert neue Mitglieder, welche vom Plenary Meeting in das Planning Committee berufen werden. Das Plenary Meeting besteht aus Primärforschern der an der CSES beteiligten nationalen Wahlstudien. Ideen für neue Studienmodule können auch Personen von außerhalb des Planning Committees einbringen. Weitere Informationen über das Planning Committee, seine Mitglieder, Planungsreports und die Arbeit vorheriger Planning Committees, können auf der CSES Website gefunden werden. Eine Liste der nationalen Primärforscher, welche an der CSES mitarbeiten, findet sich auf der CSES Website.

### Finanzierung und Unterstützung
Die Arbeit des CSES Sekretariats wird von der National Science Foundation der USA, dem GESIS – Leibniz-Institut für Sozialwissenschaften und dem Center for Political Studies an der University of Michigan finanziert. CSES wird weiterhin durch die partizipierenden Wahlstudien und weiterer Organisatoren unterstützt, die die Planungstreffen und Konferenzen organisieren, sowie vielen Organisationen, die direkt an den nationalen Wahlstudien der CSES beteiligt sind.

## Der GESIS-Klingemann-Preis
Mit dem GESIS-Klingemann-Preis wird jedes Jahr eine wissenschaftliche Forschungsarbeit (Artikel, Buch, Dissertation oder andere wissenschaftliche Arbeit), die im Vorjahr mit der CSES erbracht wurde, prämiert. Der Preis wird vom GESIS – Leibniz-Institut für Sozialwissenschaften gestiftet und ist nach Hans-Dieter Klingemann benannt. Für den Preis nominierte Arbeiten haben zur Vorgabe, dass sie die CSES intensiv in ihren Analysen nutzen und im Jahr vor der Preisvergabe – online oder gedruckt – publiziert wurden.

### Preisträger
2024: Andres Reiljan (University of Tartu), Diego Garzia (University of Lausanne), Frederico Ferreira da Silva (University of Lausanne) und Alexander H. Trechsel (University of Lucerne) (2024): Patterns of Affective Polarization toward Parties and Leaders across the Democratic World. American Political Science Review, 118(2), 654–670. doi:10.1017/S0003055423000485
2023: James Adams (University of California, Davis), David Bracken (University of California, Davis), Noam Gidron (Hebrew University of Jerusalem), Will Horne (Georgia State University), Diana Z. O’Brien (Washington University in St. Louis) und Kaitlin Senk (Exeter University) (2022): Can’t We All Just Get Along? How Women MPs Can Ameliorate Affective Polarization in Western Publics. American Political Science Review, 117(1), 318-324. doi:10.1017/S0003055422000491
2022: Vicente Valentim (University of Oxford) (2021): Parliamentary representation and the normalization of radical right support. Comparative political studies, 54(14), 2475-2511. doi:10.1177/0010414021997159
2021: Enrique Hernández (Universitat Autònoma de Barcelona), Eva Anduiza (Universitat Autònoma de Barcelona) und Guillem Rico (Universitat Autònoma de Barcelona) (2021): Affective polarization and the salience of elections. Electoral Studies, 69(1), 1-9. doi:10.1016/j.electstud.2020.102203
2020: Eelco Harteveld (University of Amsterdam), Stefan Dahlberg (University of Gothenburg), Andrej Kokkonen (Aarhus University) und Wouter Van Der Brug (University of Amsterdam) (2019): Gender Differences in Vote Choice: Social Cues and Social Harmony as Heuristics. British Journal of Political Science, 49(3), 1141-1161. doi:10.1017/S0007123417000138
2019: Ruth Dassonneville (University of Montreal) und Ian McAllister (Australian National University) (2018). "Gender, Political Knowledge, and Descriptive Representation: The Impact of Long-Term Socialization". American Journal of Political Science, 62(2), 249-265. doi:10.1111/ajps.12353
2018: André Blais (University of Montreal), Eric Guntermann (University of Montreal) und Marc-André Bodet (University of Laval) (2017). "Linking Party Preferences and the Composition of Government: A New Standard for Evaluating the Performance of Electoral Democracy". Political Science Research and Methods, 5(2), 315–331. doi:10.1017/psrm.2015.78
2017: Dani Marinova (Autonomous University of Barcelona) (2016): Coping with Complexity: How Voters Adapt to Unstable Parties. ECPR Press.
2016: Kasara Kimuli (Columbia University) und Pavithra Suryanarayan (Johns Hopkins University) (2015): When Do the Rich Vote Less Than the Poor and Why? Explaining Turnout Inequality across the World. American Journal of Political Science, 59(3), 613–627. doi:10.1111/ajps.12134
2015: Noam Lupu (University of Wisconsin-Madison) (2015): Party Polarization and Mass Partisanship: A Comparative Perspective. Political Behavior, 37(2), 331–356. doi:10.1007/s11109-014-9279-z
2014: Richard R. Lau (Rutgers University), Parina Patel (Georgetown University), Dalia F. Fahmy (Long Island University), Robert R. Kaufman (Rutgers University) (2014): Correct Voting Across Thirty-Three Democracies: A Preliminary Analysis. British Journal of Political Science, 44(02), 239–259. doi:10.1017/S0007123412000610
2013: Mark Andreas Kayser (Hertie School of Governance), Michael Peress (University of Rochester) (2012): Benchmarking across Borders: Electoral Accountability and the Necessity of Comparison. American Political Science Review, 106(03), 661–684. doi:10.1017/S0003055412000275
2012: Russell J. Dalton (University of California, Irvine), David M. Farrell (University College Dublin), Ian McAllister (Australian National University) (2011): Political Parties and Democratic Linkage. How Parties Organize Democracy. Oxford University Press.
2011: Matt Golder (Florida State University) und Jacek Stramski (Florida State University) (2011): Ideological Congruence and Electoral Institutions. American Journal of Political Science, 54 (1), 90-106. doi:10.1111/j.1540-5907.2009.00420.x